# Heterobranchus longifilis
Heterobranchus longifilis és una espècie de peix de la família dels clàrids i de l'ordre dels siluriformes.

## Morfologia
Els mascles poden assolir els 150 cm de llargària total i els 55 kg de pes.

## Distribució geogràfica
Es troba a Àfrica: rius Nil, Níger, Senegal, Congo i Zambesi. També és present als llacs Tanganyika i Edward, i a les conques costaneres que hi ha entre Guinea i Nigèria.